# Classe Ayanami
Pour les articles homonymes, voir Ayanami.
La classe Ayanami était une classe de destroyer de lutte anti-sous-marine de la Force maritime d'autodéfense japonaise construite à la fin des années 1950.

## Conception
Ils furent les premiers navires de la Force maritime d'autodéfense à être équipé de six canons de 76 mm /50 calibres en tourelles doubles Mark 33 avec des torpilles légères Mark 32 et deux lanceurs à gâchette Mark 2. Les canons de 76 mm (3 pouces) étaient contrôlés par deux GFCS Mark 63.
Les sept navires furent nommés d'après les destroyers de classe Fubuki et Yūgumo ayant servi durant la Seconde Guerre mondiale.

## Les bâtiments
| Pennant number  | Nom             | Constructeur               | Pose de la quille | Lancement         | Commission      | Retrait du service |
| --------------- | --------------- | -------------------------- | ----------------- | ----------------- | --------------- | ------------------ |
| DD-103/ASU-7004 | Ayanami         | Mitsubishi Zosen, Nagasaki | 20 novembre 1956  | 1er juin 1957     | 12 février 1958 | 25 décembre 1986   |
| DD-104/TV-3502  | Isonami         | Shin-Mitsubishi, Kobe      | 14 décembre 1956  | 30 septembre 1957 | 14 mars 1958    | 1er juillet 1987   |
| DD-105/ASU-7005 | Uranami         | Kawasaki, Tokyo            | 1er février 1957  | 29 août 1957      | 27 février 1958 | 25 décembre 1986   |
| DD-106/TV-3503  | Shikinami       | Mitsui Zosen, Tamano       | 14 décembre 1956  | 25 septembre 1957 | 15 mars 1958    | 1er juillet 1987   |
| DD-110/ASU-7009 | Takanami        | Mitsui Zosen, Tamano       | 8 novembre 1958   | 8 août 1959       | 30 janvier 1960 | 1er mars 1989      |
| DD-111/ASU-7013 | Ōnami ou Oonami | Ishikawajima HI, Kobe      | 20 mars 1959      | 13 février 1960   | 29 août 1960    | 1er mars 1990      |
| DD-112/ASU-7014 | Makinami        | Iono HI, Maizuru           | 20 mars 1959      | 25 avril 1960     | 28 octobre 1960 | 1er mars 1990      |